# La Grange (Californie)
Pour les articles homonymes, voir Lagrange.
La Grange est une census-designated place du comté de Stanislaus, dans l'État de Californie, aux États-Unis. En 2020, elle compte une population de 166 habitants.